# 월터 샌드
월터 샌드(Walter Sande, 1906년 7월 9일 ~ 1971년 11월 22일)는 미국의 배우, 텔레비전 배우이다.

## 영화
- 건파이터의 최후 (1969년) - 폴 하몬드 역
- 네이비 Vs. 나이트 몬스터 (1966년)
- 서부를 향해 달려라 (1965년)
- 아윌 테이크 스웨덴 (1965년)
- 퀵 건 (1964년) - 톰 모리슨 역
- 선라이즈 앳 캠포벨로 (1960년) - Capt. 스키너 역
- 보난자 (1959년)
- 건 힐의 결투 (1959년)
- 애니씽 고즈 (1956년)
- 딜론 보안관 (1955년)
- 배드 데이 블랙 록 (1955년)
- 디즈니랜드 (1954년) - 존 파슨스 역
- 아파치 (1954년)
- 화성에서 온 침입자 (1953년)
- 우주 전쟁 (1953년)
- 정글 보이 봄바 8 (1952년)
- 실버 크리크의 대결 (1952년)
- 황야의 역마차 (1951년)
- 당신을 원해요 (1951년)
- 젊은이의 양지 (1951년)
- 론 레인저 - 49년 시리즈 (1949년)
- 캐나다 평원 (1949년)
- 크리스마스 이브 (1947년)
- 해변의 여인 (1947년)
- 노 리브, 노 러브 (1946년)
- 블루 달리아 (1946년)
- 왓 넥스트 코포럴 하그로브 (1945년)
- 어롱 케임 존스 (1945년)
- 소유와 무소유 (1944년)
- 콜벳 K-225 (1943년)
- 돈 윈슬로 오브 더 코스트 (1943년)
- 드라큐라의 아들 (1943년)
- 레버릴 위드 비벌리 (1943년)
- 에어 포스 (1943년)
- 돈 윈슬로 오브 더 네이비 (1942년)
- 리비아 상륙작전 (1942년)
- 프라이오러티스 온 퍼레이드 (1942년)
- 아이슬란드 (1942년)
- 네이비 블루스 (1941년)
- 그린 호넷 2 (1941년)
- 요크 상사 (1941년)
- 뮤직 인 마이 하트 (1940년)
- 더 골드윈 폴리스 (1938년)